# Melissa Hastings
Melissa Hastings Thomas è un personaggio immaginario della serie televisiva statunitense Pretty Little Liars, ideata da Marlene King, tratta dall'omonima serie di romanzi di Sara Shepard. È interpretata da Torrey DeVitto e nella versione italiana è doppiata da Angela Brusa.

## Personaggio
Melissa è la sorella maggiore di Spencer Hastings e figlia prediletta di Veronica e Peter Hastings. Appartiene ad una famiglia benestante di avvocati e, all'inizio della serie, è fidanzata con Wren Kingston. In seguito sposerà Ian Thomas e ne rimarrà incinta, salvo poi perdere il figlio per un incidente d'auto. Poco dopo, Ian sarà ucciso da A e Melissa ritornerà con Wren.
Nella serie di romanzi, lascerà Wren e sposerà il detective Darren Wilden in segreto.

### Aspetto fisico
Nei romanzi, Melissa assomiglia molto alla madre ed è descritta come una ragazza dai capelli biondo cenere e gli occhi blu oltremare. Nei libri, inoltre, Melissa copia dalla madre il proprio stile, finché Spencer non la convincerà ad indossare abiti più giovanili.
Nella serie televisiva, interpretata da Torrey DeVitto, Melissa è di media statura e ha i capelli bruni e gli occhi nocciola scuro.

### Carattere
Sia nei romanzi che nella serie televisiva, Melissa è presentata come una ragazza estremamente intelligente (con Q.I di 180) e molto simile alla sorella Spencer o al resto della sua famiglia.
Melissa è una perfezionista e ciò la porta ad essere spesso in contrasto con la sorella Spencer, tanto da far nascere tra le due una grossa rivalità, evidente soprattutto nelle prime stagioni. Negli ultimi episodi, Melissa e Spencer cercheranno di conciliarsi. .

## Storia nei romanzi
Nella serie di libri, Melissa è la pupilla dei suoi genitori ed è descritta come "la figlia perfetta che tutti vorrebbero avere"; in realtà, Melissa ha un carattere teso e insicuro a causa della sua reale mancanza di personalità. Per questo copia lo stile e il carattere della madre, vestendosi come lei e atteggiandosi da adulta.
Melissa ha cinque anni in più di Spencer e di solito ottiene successo in tutto ciò che fa. Sfortunatamente, non è molto abile in amore, dato che molti dei suoi fidanzati si rivelano essere interessati a Spencer e non a lei.
Melissa, inizialmente legata a Wren, si fidanza con Ian (ma non si sposerà con lui come nella serie tv) fino a quando vengono riaperte le indagini per l'omicidio di Alison e Ian sembra colpevole. In realtà, poco dopo, Melissa scopre dell'esistenza di Courtney DiLaurentis e decide di indagare per conto suo.
A differenza della serie televisiva, (che la vede effettivamente coinvolta nell'omicidio di Bethany Young) nei libri Melissa è considerata sospetta ma in realtà non ha nulla a che fare con l'omicidio.
Mentre è impegnata a indagare sulle gemelle DiLaurentis, viene catturata da Courtney, che si rivela essere in realtà Alison, e viene rapita, legata e drogata. Viene rinchiusa in una cassa accanto al cadavere dell'ex fidanzato Ian, ucciso dalla stessa Alison.

## Storia nella serie televisiva

### Stagione 1
Nell'episodio pilota, Melissa è in procinto di andare a vivere con Wren nel fienile di famiglia che Spencer pensava di poter utilizzare. Fin dall'inizio, la rivalità tra le sorelle è chiara e Spencer sembra trovare Wren di suo gradimento.
Dopo che Wren e Spencer si baciano, Melissa annulla il suo fidanzamento e alimenta il proprio odio verso la sorella.
Più tardi, Spencer ruba a Melissa un saggio sulla storia russa e lo consegna a nome suo.
Durante il ballo scolastico, Melissa prende parte alle danze e seduce il fidanzato di Spencer, Alex, per vendetta.
Quando Ian torna in città, Melissa e Ian torneranno ad uscire insieme. I due si sposeranno in segreto. Alcuni episodi più tardi, Melissa rimarrà incinta di Ian.
La relazione tra Spencer e Melissa degraderà quando Spencer si convince della colpevolezza di Ian nell'omicidio di Alison. Melissa la rimprovera e la accusa di voler rovinare la sua felicità.
Nell'ultimo episodio della Stagione 1, Spencer stava guidando quando ha avuto un incidente. Mentre Melissa è condotta in ospedale, Spencer si reca alla chiesa recuperare il cellulare della sorella e viene attaccata da Ian. Segue una battaglia violenta, in cui Ian cerca di uccidere Spencer. Tuttavia, Alison arriva all'improvviso e spinge Ian giù dalla torre, uccidendolo.

### Stagione 2
Come tutti gli altri abitanti di Rosewood, Melissa non crede alla morte di Ian, dato che A ha trafugato il suo corpo e lo ha spostato, e in cuor suo spera che sia ancora vivo.
Spencer scopre poi un messaggio inviato a Ian da Melissa, per cui capisce che Ian è vivo e la sorella sa dove si trova.
Più tardi, Spencer fruga nella stalla mentre Melissa è sotto la doccia e trova una valigia con oggetti per Ian. Così Spencer e le amiche seguono Melissa in un fienile abbandonato, in cui però trovano il corpo morto di Ian in una pozza di sangue. Tutti credono che l'uomo si sia suicidato, ma in realtà è stato ucciso da A, dopo ciò Melissa, sconvolta perde il bambino ma fingerà di essere ancora incinta con l'aiuto della madre e si fidanzerà con Garrett dopo che Jenna Marshall lo mollerà per Noel Kahn.
In un video di Ian che Hanna, Aria, Emily e Spencer trovano, si mostra la "riunione" tra Jenna, Garrett e Ian che ha avuto luogo nella stanza di Ali la notte della sua morte. Poco dopo, si vede che anche Melissa era nella stanza con gli altri tre.

### Stagione 3
5 mesi dopo aver scoperto che Mona è "A" , Garrett è in carcere per l'omicidio di Alison e Melissa rivela di aver perso il bambino con Ian.
Le ragazze scoprono poi che Melissa era Il cigno Nero al ballo di fine anno. Melissa spiega che "A" avrebbe rivelato che lei non era davvero incinta se lei non si fosse travestita alla festa.
In un flashback narrato da Jason, Melissa è vista parlare con una ragazza vestita esattamente come Ali. In realtà è CeCe Drake, coinvolta nella misteriosa notte.
Prima di lasciare la città, CeCe confessa ad Emily Fields è stata Melissa ad aver scattato la foto di lei, Ali e Wilden a Cape May.
Nell'ultimo episodio della stagione 3, Emily sente Shana, Jenna e Melissa parlare della trappola che avrebbero teso alle liars quella sera stessa in un cottage in campagna.

### Stagione 4
Nel primo episodio, dopo l'incendio al cottage, Mona rivela alle ragazze che Jenna e Shana avevano paura di Melissa; inoltre mostra un video che prova che Melissa era uno degli sgherri di A vestita da Regina di Cuori che ha minacciato le liars sul treno di Halloween la stagione precedente.
Spencer si chiede se è dunque Melissa la regina di cuori che ha cercato di ucciderla nel treno di Halloween. Melissa ha detto che c'era una seconda regina di cuori: era Wilden, che la aveva costretta a indossare il travestimento con lui.
Melissa si trasferisce a Londra con Wren poco dopo.
Nell'ultimo episodio, Melissa torna a Rosewood ed è interrogata dal tenente Holbrook ma rivela nulla. Mentre aspettano alla stazione di polizia, rivela al padre che sa chi ha ucciso la ragazza che è nella tomba di Alison.

### Stagione 5
In Fuga da New York, Melissa è tornata dai suoi genitori.
Nel terzo episodio, Spencer è nella sua stanza a guardare attraverso la finestra  DiLaurentis quando Melissa arriva dietro di lei e le dice di diffidare di quella famiglia.
Poco dopo, Veronica dice a Spencer che Peter e Melissa avevano mentito su dove si trovavano la notte dell'omicidio di Jessica DiLaurentis.
Melissa invia poi un video a Spencer in cui confessa di aver sepolto Bethany Young, poiché l'aveva scambiata per Alison e, pensando che fosse stata Spencer a colpirla, la seppellì nel terreno per proteggerla.
Spencer va a Londra dove Melissa e Wren vivono con un compagno di stanza.